# Estádio José Wilson Alves Ferreira
Estádio José Wilson Alves Ferreira – stadion piłkarski, w Colinas do Tocantins, Tocantins, Brazylia, na którym swoje mecze rozgrywa klub Colinas Esporte Clube.